# アイスランド防衛隊

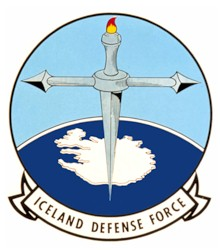
アイスランド防衛隊の徽章

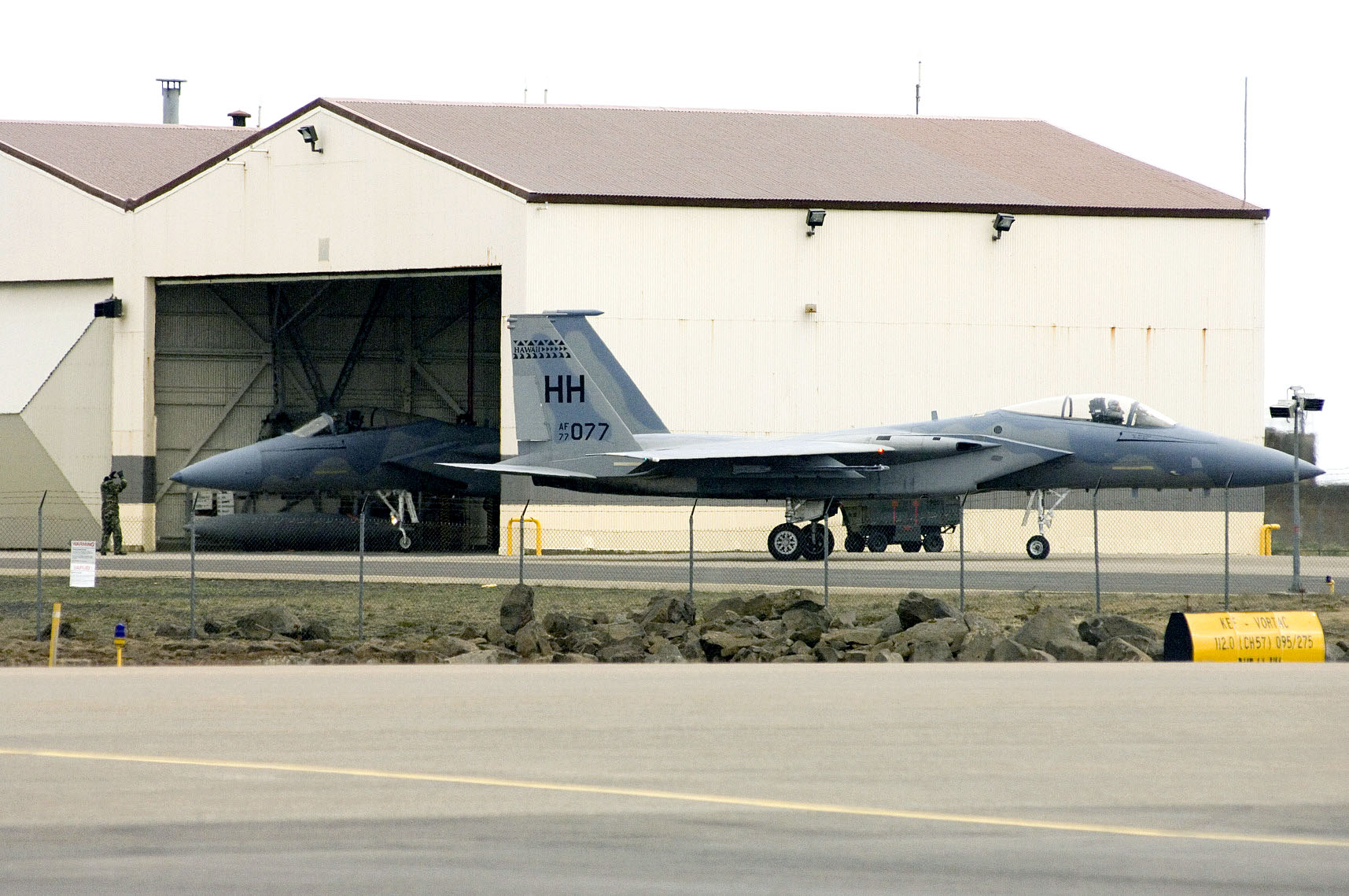
アイスランド防衛隊のF-15戦闘機 2006年5月

アイスランド防衛隊（アイスランドぼうえいたい、英: Iceland Defense Force, IDF）は、かつてアイスランドの防衛を担っていた軍事組織である。

## 概要
司令部はケプラヴィークに存在していた。アイスランドは、国軍を保有していない。IDFはアメリカ軍の部隊で、アメリカ欧州軍の一部であった。人員は、アメリカ陸軍・海軍・空軍のほか、アイスランドの民間人が含まれていた。
アイスランドは北大西洋条約機構 (NATO) に1949年の結成当初から加盟していた。アイスランドは北大西洋の要衝にあり、そこの防衛はNATOにとり、重大な関心事であった。その後、1951年にNATOの要請により、アイスランドの防衛を目的にアメリカ軍が派遣され、IDFが設立された。
IDFは、25を超える各種部隊によって構成されていた。1350人のアメリカ軍人、350人のアメリカ国防総省職員、650人のアイスランド人職員のほか、オランダ・ノルウェー・カナダ・デンマークからも軍事要員が派遣されていた。航空部隊としてはF-15戦闘機やKC-135空中給油機などを装備したアメリカ空軍第85航空群、陸上部隊として在アイスランド・アメリカ陸軍 (U.S. Army Iceland, ARICE)、アメリカ海軍もP-3C対潜哨戒機の配備や対潜作戦の司令部の設置を行っていた。
ソ連海軍北方艦隊所属の弾道ミサイル原子力潜水艦 (SSBN) は大西洋のパトロール海域と母港とを往復する際にGIUKギャップ（グリーンランド-アイスランド-UKギャップ）を通る必要があったため、アイスランド防衛隊の米海軍対潜部隊には、SOSUSが捕捉したGIUKギャップを通過するソ連の弾道ミサイル原潜を監視する任務も課せられていた。
2006年3月に、アメリカはアイスランドに対し、戦力再編成の一環として、IDFの駐留の終了を決定したことを通知した。アイスランド側は、駐留費用の全負担を申し出るなど駐留継続を要請していたが、アメリカ側がこれを受け入れることはなかった。
2006年9月30日に、IDFは駐留していたケプラヴィーク米軍基地を閉鎖した。人員は順次引き揚げられ、F-15戦闘機などの兵器も全て撤収された。これによって、アイスランドは完全に軍隊を持たない国へと移行したが、アメリカはアイスランドの安全保障を引き続き継続することを約束している。